# خلات إيسوبوتيل
المركب الكيميائي خلات الإيسوبوتيل، المعروف أيضًا باسم خلات بيتا ميثيل البروبيل، هو مذيب شائع. يتم إنتاجه من أسترة إيزوبوتانول بحمض الخليك. يتم استخدامه كمذيب طلاء لك والنيتروسيليلوز. مثل العديد من الاسترات، لها رائحة الفاكهة أو الزهور بتركيزات منخفضة ويتوفر بشكل طبيعي في التوت والكمثرى والنباتات الأخرى. عند التركيزات الأعلى، قد تكون الرائحة مزعجة وقد تسبب أعراض تثبيط الجهاز العصبي المركزي مثل الغثيان والدوار والصداع.
الطريقة شائعة لتحضير أسيتات الأيزوبيوتيل هي أسترة فيشر، حيث يتم تسخين سلائف كحول الأيزوبيوتيل وحمض الأسيتيك في وجود حمض قوي.
تحتوي  خلات الإيسوبوتيل على ثلاثة أيزومرات: بوتان الإيثانوات، خلات ثلاثي البوتيل، وأسيتات ثنائي البوتيل، وهي أيضًا مذيبات شائعة.